# 津山洋学資料館

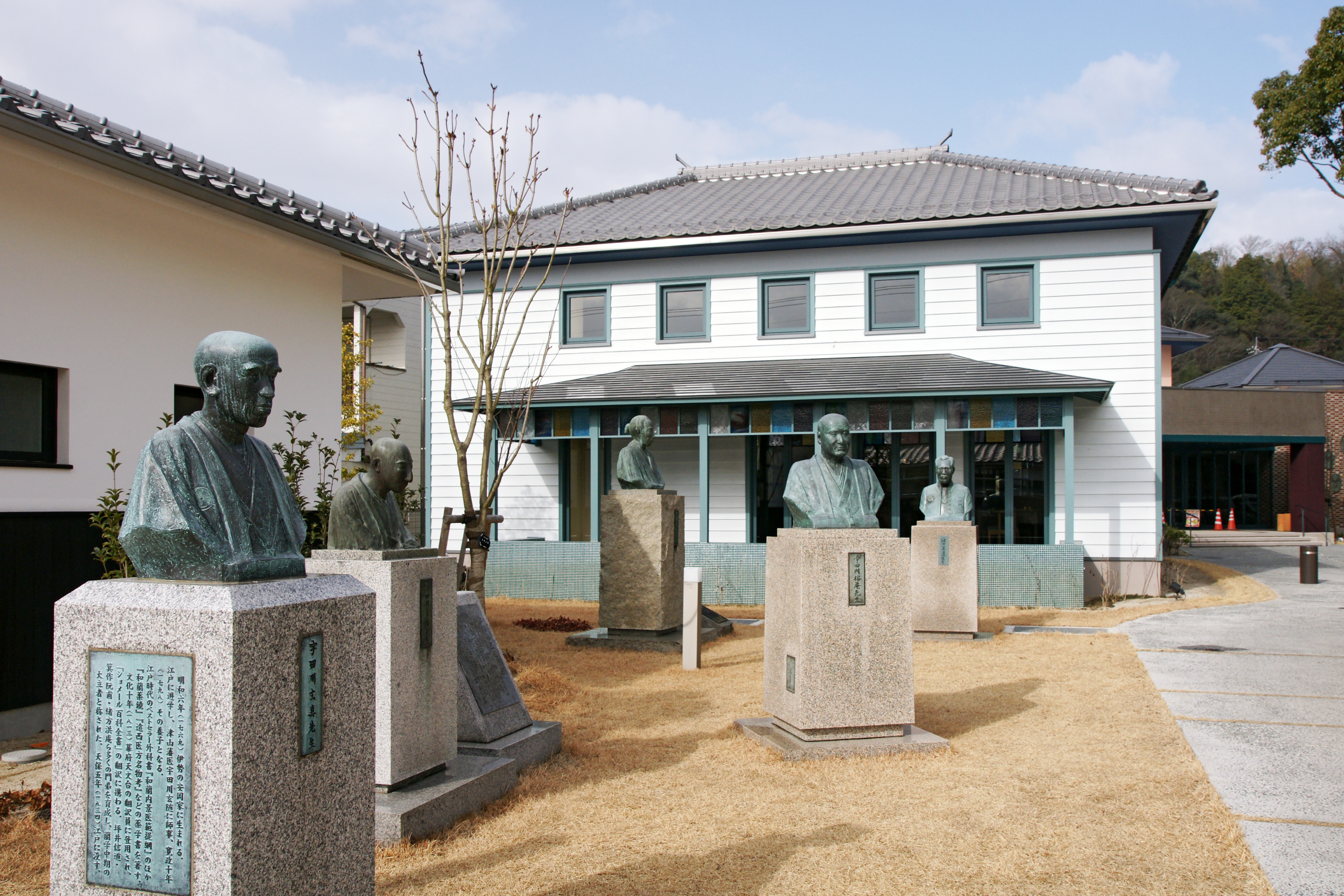
前庭の「津山洋学五峰」の胸像

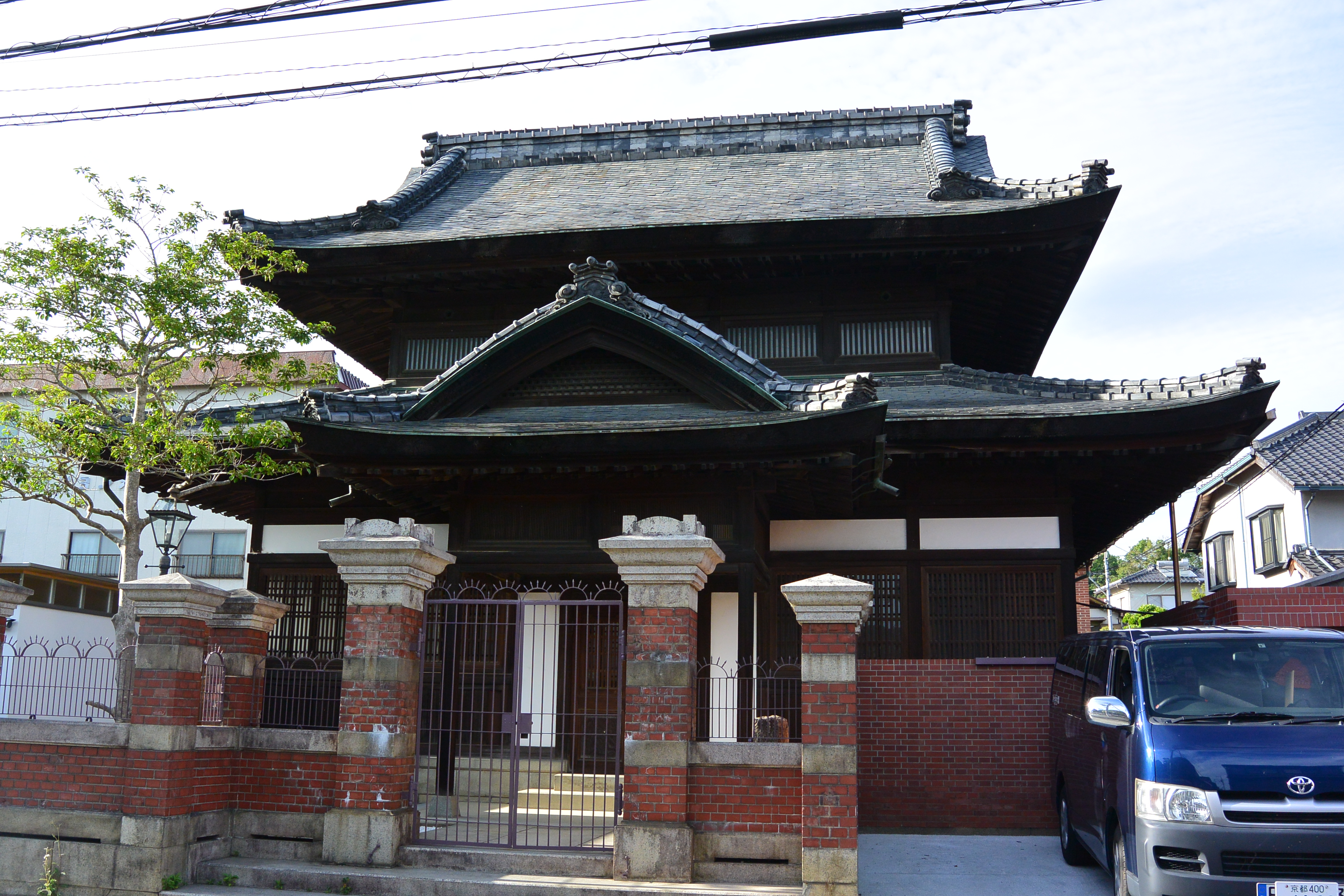
1920年（大正9年）建築の旧館。1973年（昭和48年）まで銀行として使用された後、津山市に譲渡され、津山洋学資料館として2010年（平成22年）に新館が完成するまで使用された。

津山洋学資料館（つやまようがくしりょうかん）は、岡山県津山市の城東町並み保存地区にある、洋学を専門とする博物館である。

## 概要
津山市を含む美作地方は、日本の近代化に貢献した優れた洋学者を多数輩出したことから、洋学の研究施設として1978年（昭和53年）3月19日に開館し、関係資料や史跡の調査研究を行っている。

## 沿革
1975年（昭和50年）、津山出身の洋学者・箕作阮甫の生家である箕作阮甫旧宅が国史跡の指定を受けて復元されたことをきっかけに、津山に縁ある洋学者を顕彰する機運が高まり、旧妹尾銀行林田支店の建物を活用して1978年（昭和53年）に開館した。開館時の収蔵資料は約600点であったが、その後32年間で9,400点と大幅に増加し、収蔵スペースの不足を解消するため、2010年（平成22年）に現在の城東町並み保存地区内に新築・移転された。
- 1975年（昭和50年） - 旧中国銀行津山東支店（旧妹尾銀行林田支店）の建物を中国銀行から買収。
- 1977年（昭和52年） - 2月より工事着手。12月26日津山洋学資料館設置条例制定。
- 1978年（昭和53年） - 3月9日津山洋学資料館設置条例施行規則制定。3月19日開館式を挙行。
- 1991年（平成3年） - 博物館法第29条による「博物館相当施設」に指定される。
- 1992年（平成4年） - 津山市の重要文化財（建築物）に指定される。
- 2008年（平成20年） - 4月26日、新館（現施設）の建設起工。
- 2009年（平成21年） - 5月30日、新館竣工。10月に博物館法第12条による「登録博物館」に指定される。
- 2010年（平成22年） - 3月19日、箕作阮甫旧宅の隣地にリニューアルオープン。

## 現在の施設概要
建物は、「津山洋学五峰」と称される（宇田川玄随・宇田川玄真・宇田川榕菴・箕作阮甫・津田真道）をモチーフに、五角形のホールと展示室の連なりを基本として設計されている。
展示室の壁は、津山藩医・宇田川榕菴が日本で初めて、本格的な西洋の植物学を伝えたことにちなみ、西洋風の植物をモチーフとしたオランダ北部の港町ヒンデローペンの伝統的な絵付け技法で装飾されている。
（社）日本建築家協会中国支部開催の中国建築大賞2010において、一般建築部門大賞を受賞している。
- 設計 - 象設計集団
- 設計者 - 富田玲子
- 建築面積 - 1,224平方メートル
- 鉄筋コンクリート造 平屋（外観はレンガ及び木造）
- 展示室壁画 - kinukoヒンデローペンスタジオ、永江絹子[6]

### 館内
2017年（平成29年）以降、展示解説の多言語化を進め、吉備国際大学の協力で英語・中国語（簡体字）・韓国語版のパンフレットを作成、配布している。また、2018年（平成30年）3月から、英語・中国語・韓国語・オランダ語の音声ガイダンスを導入した。
- 常設展示室 - 西洋文明の玄関となった出島を模したプロローグ室や、スポット展示コーナーを間に挟みつつ、「人体に隠された科学への扉」、「世界へと開かれていく眼」、「日本の近代化と津山の洋学者」という3つのテーマをもつ五角形の展示室が連なっている[8]。
- 復元展示室 - 江戸時代末期から明治にかけての、美作地方の医師の薬剤調合の部屋を再現したもの[9]。
- 企画展示室 - 洋学に関係した様々な企画展が行われる。
- 図書室・資料閲覧室 - 洋学に関連する書籍や雑誌の閲覧利用ができる。
- GENPOホール - 各種講座や講演会を開催するほか、津山洋学を紹介するガイダンスビデオ「素晴らしき津山洋学の足跡」を上映する[10]。

### 館外
前庭には、かつては市内に点在して設置されていた洋学者のブロンズ像が集められている。
資料館の建物沿い、旧出雲街道から上之町筋を抜ける小道は「薬草の小径」とよばれ、古今東西の様々なハーブ（薬草）が植えられている。
中庭は、漢方薬の原料となる植物を集めた庭園となっている。館内には、この庭園をピンホールカメラで覘けるコーナーが設けられている。

### ギャラリー

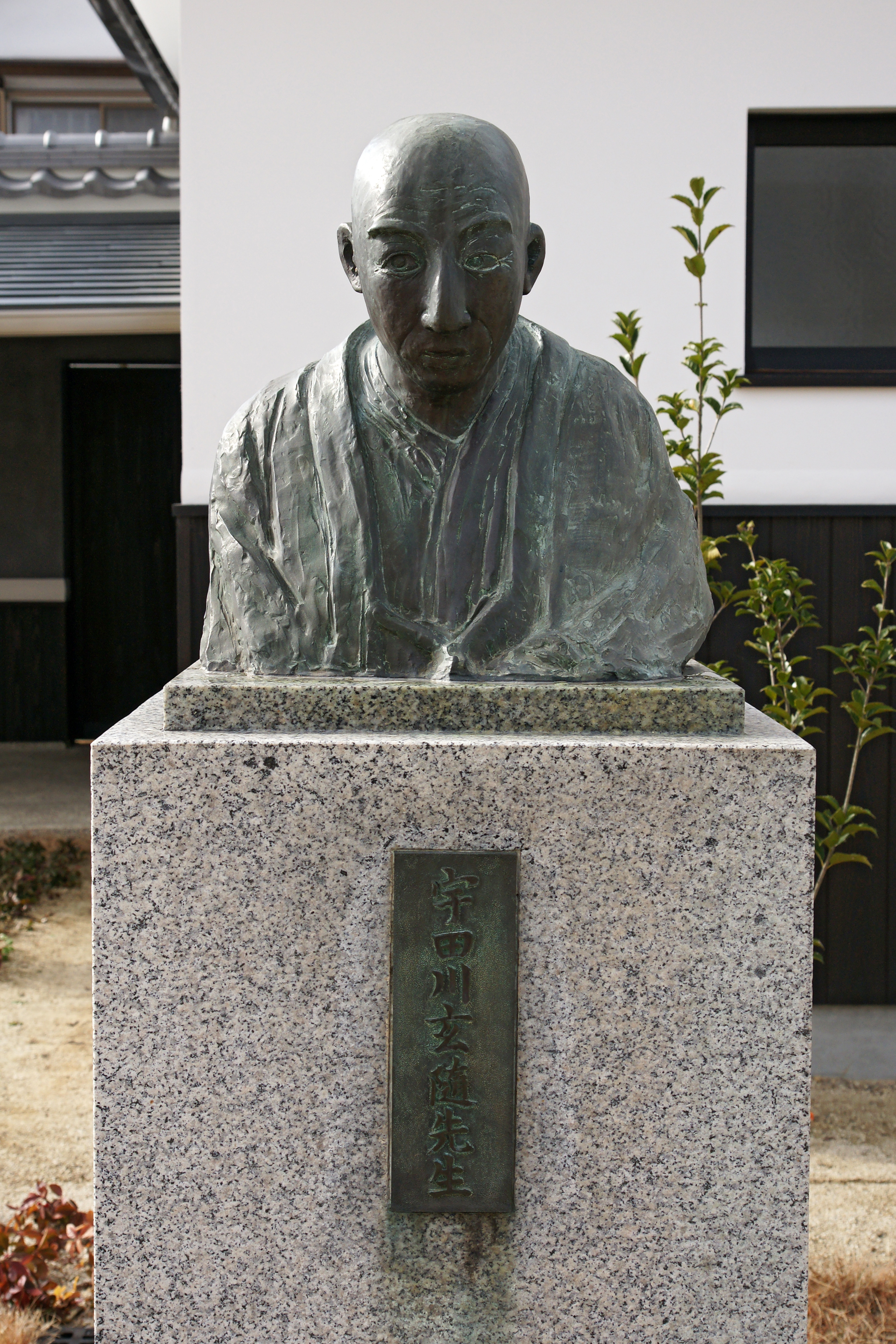
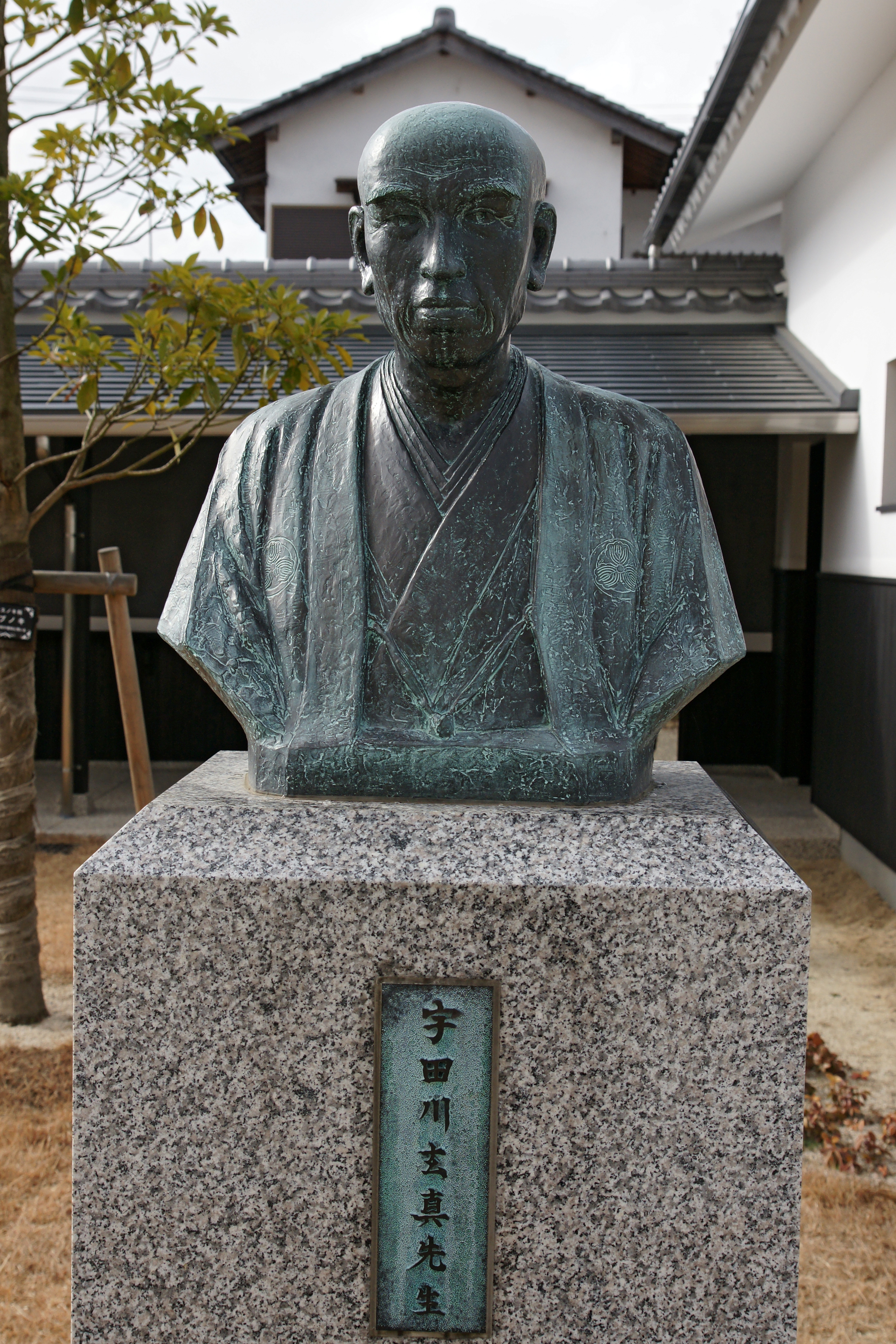
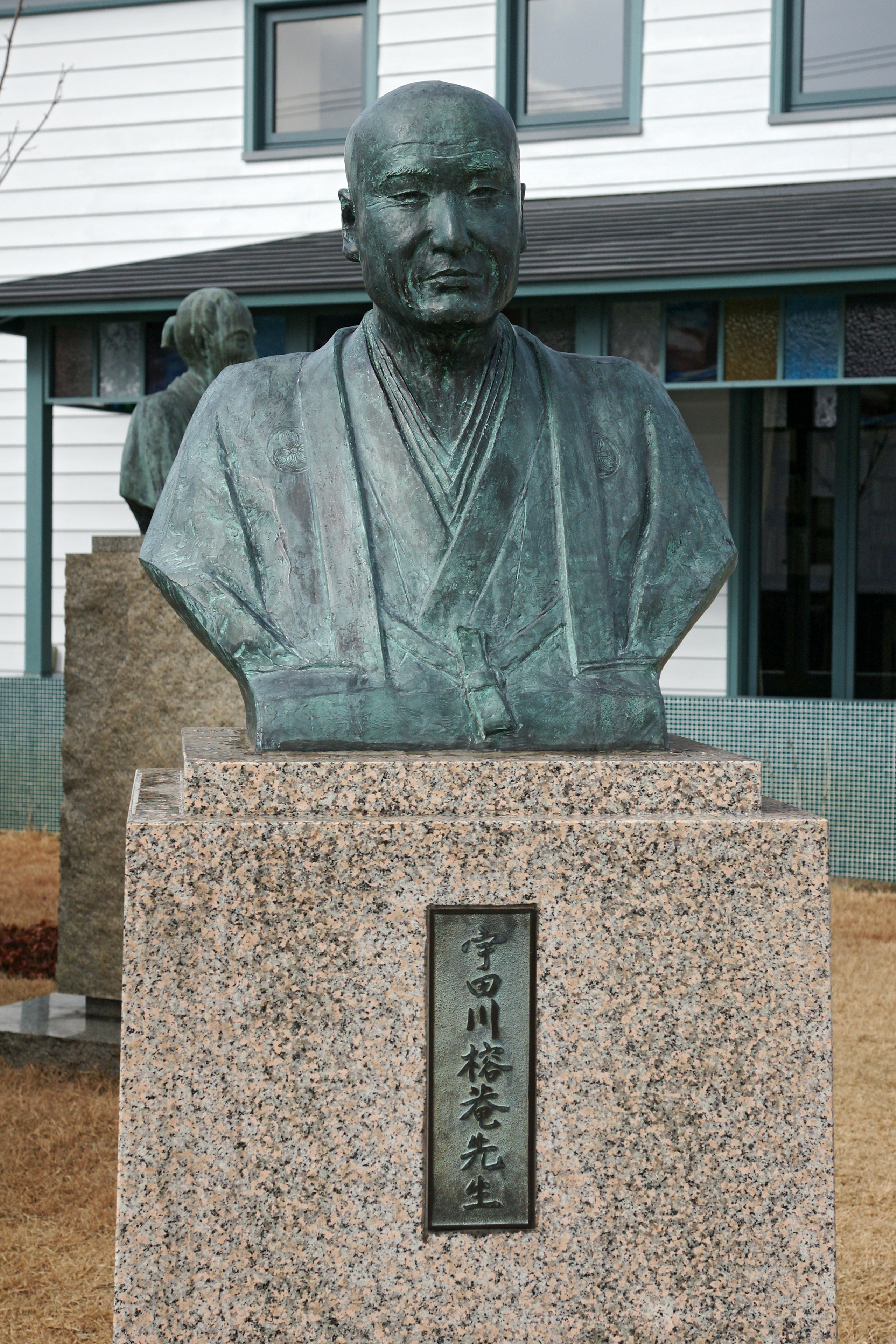
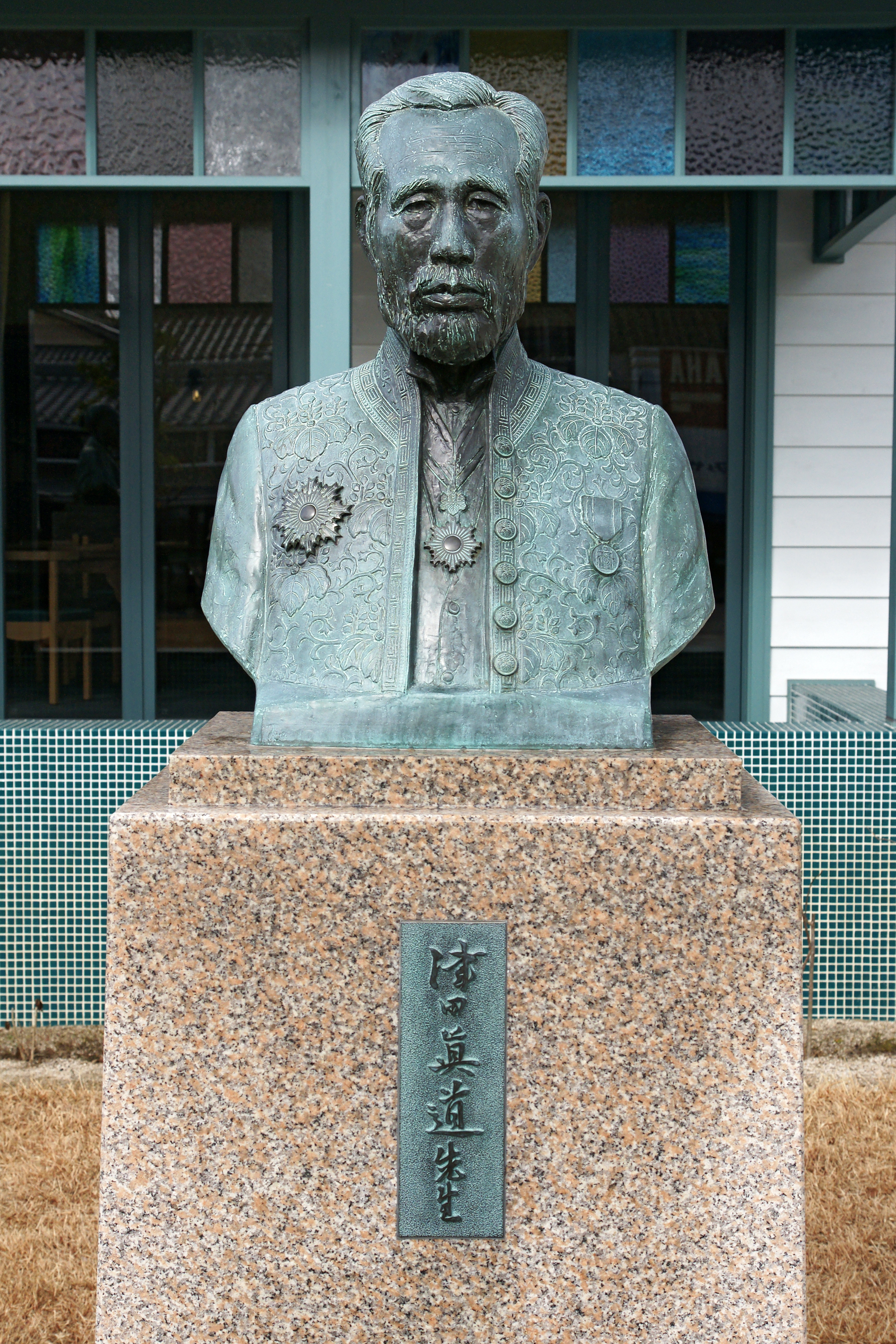
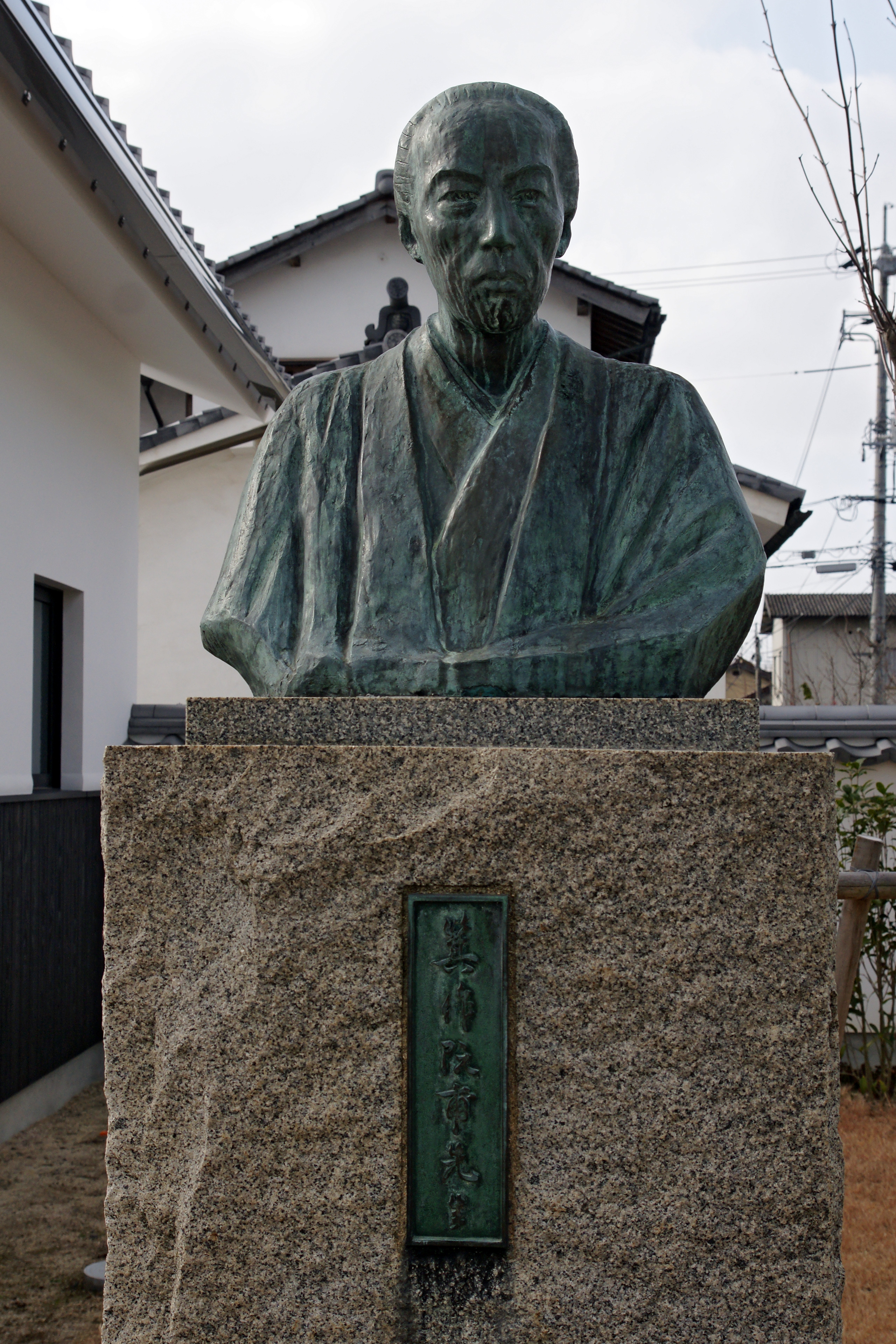

## 主な収蔵品

### 指定文化財
- 宇田川榕菴関係資料 - 収蔵している宇田川榕菴関係資料18件82点が、2015年（平成27年）6月に、津山市指定重要文化財（歴史資料）の指定を受けた。「和蘭王国軍曹図譜」、「和蘭カルタ」など、榕菴の自筆・旧蔵の資料とされる[11]。
- 久原躬弦関係資料 - 収蔵している久原躬弦関係資料10点[注 2]が、2016年（平成28年）、「明治期日本の化学の先駆者・化学会初代会長 久原躬弦関係資料」として化学遺産第35号に認定された[12]。

### 常設展
常設展示室のおもな展示品一覧。一部、展示替えもある。
スポット展示では、オランダ総領事から2016年（平成28年）に贈られたヒンデローペンの装飾缶（高さ75センチメートル）などを展示する。

## 友の会
1981年（昭和56年）結成。研修旅行や史跡見学会などを行っている。2015年（平成27年）度に、「和蘭カルタ」を復元再版した。これは、洋学資料館のミュージアムショップで購入することができる。創立35周年を迎えた2016年（平成28年）には、津山国際ホテルで記念祝賀会が行われた。ここでは、森島中良著の『紅毛雑話』から大槻玄沢が長崎で食したオランダ料理を8品再現して提供された。

## ワークショップ
新館移転後、一般向けに夏休みに様々なワークショップを開催。

### 絵付け体験教室
オランダの伝統的な装飾技法であるヒンデローペンやスタップホストの講習会を行っている。
- 2015年（平成27年）7月25日 - スタップホストの技法で、小物入れの蓋に釘や虫ピンを用いて装飾を施した[15]。
- 2015年（平成27年）7月26日 - ヒンデローペンの技法で、眼鏡ケースやワインの空きボトルに装飾を施した[15]。
- 2016年（平成28年）7月30日 - ヒンデローペンの技法で、トレイやボールペンに装飾を施した[6]。
- 2017年（平成29年）7月29・30日 - ヒンデローペンの技法で、キャンディトレイやミニティッシュボックスに装飾を施した[16]。

### 化学実験
2012年（平成24年）から津山工業高等専門学校の廣木一亮准教授らの指導により、江戸時代の化学書『舎密開宗』からの再現実験を行っている。講習は、津山高校科学部等が講師を務め、小学生を対象に開催している。
- 2015年（平成27年）8月9日　-  銀樹を作成する「ギンギラギンの銀の世界！」と、「植物の成分～エキス、糖、油とその性質」の実験を行う。
- 2016年（平成28年）8月16日 - 「ものの正体-『物質』ってなに？」と「温泉水を分析してみよう！榕菴先生と長寿の水？」の実験を行う。
- 2017年（平成29年）8月5日　- 「火薬で花火で炎色反応で～真夏に行う炎の実験～」と「ものの分離と分析～近代化学の出発点～」の実験を行う[16]。

これらの実験の詳細は、洋学資料館のホームページ等で公開されている。

### その他
- 2017年（平成29年）8月26日 - 「自分だけの『解体新書』を作ろう」を行う。川崎医科大学現代医学教育博物館の協力ではじめて開催された[18]。
- 有識者を招いての文化講演会や、資料館職員の研究報告会であるオムニバス講演会を、一般聴衆を対象に、不定期で開催している[16]。

## 利用情報
- 開館時間 - 午前9時～午後5時（入館は午後4時30分まで）。
- 休館日 - 月曜日（祝祭日の場合はその翌日）、祝祭日の翌日、年末年始（12月29日～1月3日）。
- 入館料 - 一般：300円、高校・大学生：200円、中学生以下：無料、30人以上の団体は2割引となる。

## 交通アクセス
- JR姫新線・津山線 津山駅よりごんごバス東循環線南まわりで約10分、「西新町」停留所下車、徒歩で約2分。
- 中国自動車道 津山ICから車で約10分。